# 關西獨立聯盟 (2014年)
關西獨立聯盟（日语：関西独立リーグ），是日本的職業棒球獨立聯盟之一，成立於2014年，為原關西獨立聯盟的兵庫藍砂隊及06公牛隊成立，當時名稱為「棒球第一聯盟」，2018年更為現名，目前共有五支球隊。

## 歷史
因為原本的關西獨立聯盟經營不佳，導致僅存的三支球團紛紛退出聯盟，其中兵庫藍砂隊及06公牛隊另外成立新的獨立聯盟，名為「棒球第一聯盟」（英語：BASEBALL FIRST LEAGUE，簡稱BFL），起初共有三隊，後來姫路GoToWORLD隊因戰績不佳而解散，隨後和歌山鬥雞隊加入，使聯盟維持三隊的規模，並在2018年改為「關西獨立聯盟」，雖然和已經解散的關西獨立聯盟同名，且有兩支球隊也是前關西獨聯的成員，但該聯盟和前關西獨聯並無任何關係，而2019年也加入了堺伯勞鳥隊，使聯盟擴增至四支球隊，2021年，兵庫藍砂隊更名為「神戶三田勇士」，為聯盟首次有球隊更名。
2022年，神戶三田勇士再度更名為兵庫勇士，同年淡路島戰士隊通過申請成為聯盟的第五隊，並於2023年開始參賽，而同時和歌山鬥雞隊也改名為和歌山海浪隊。

## 現行賽制
- 每隊至少登錄25人，但不可超過30人
- 每隊需進行48場例行賽
- 例行賽第一名直接獲得總冠軍

## 參賽球隊

### 現役球隊
| 球隊名     | 原文名  | 加入年分 | 球團根據地     |
| ---------- | ------- | -------- | -------------- |
| 兵庫勇士   |         | 2014年   | 兵庫縣三田市   |
| 06公牛     | 06BULLS | 2014年   | 大阪府東大阪市 |
| 和歌山海浪 |         | 2017年   | 和歌山縣田邊市 |
| 堺伯勞鳥   |         | 2019年   | 大阪府堺市     |
| 淡路島戰士 |         | 2023年   | 兵庫縣淡路市   |

### 解散球團
| 球隊名        | 原文名 | 加入年分 | 解散年份 | 球團根據地   |
| ------------- | ------ | -------- | -------- | ------------ |
| 姫路GoToWORLD |        | 2014年   | 2016年   | 兵庫縣姫路市 |

## 歷年總冠軍
| 年度 | 優勝球隊   | 對戰成績  | 對手球隊 |
| ---- | ---------- | --------- | -------- |
| 2014 | 06BULLS    | ○○        | 兵庫藍砂 |
| 2015 | 兵庫藍砂   | 未舉行    | 未舉行   |
| 2016 | 兵庫藍砂   | （○）●●○○ | 06BULLS  |
| 2017 | 兵庫藍砂   | 未舉行    | 未舉行   |
| 2018 | 和歌山鬥雞 | （○）○    | 兵庫藍砂 |
| 2019 | 兵庫藍砂   | （○）○    | 06BULLS  |
| 2020 | 堺伯勞鳥   | 未舉行    | 未舉行   |
| 2021 | 堺伯勞鳥   | 未舉行    | 未舉行   |
| 2022 | 堺伯勞鳥   | 未舉行    | 未舉行   |
| 2023 | 和歌山海浪 | 未舉行    | 未舉行   |

- （　）為保送勝
- 2014年的賽制沒有保送勝，所以至少要打滿兩場比賽才能取得總冠軍
- 2015年因聯盟實施上、下半季制，兵庫藍砂隊獲得兩個半季的冠軍，故未舉行冠軍賽，2017年因兵庫藍砂隊和第二名06公牛隊的勝差達10.5場，按照該季賽制裁定兵庫藍砂隊為賽季的總冠軍，不再另行舉辦冠軍賽。
- 2020年因COVID-19導致比賽延期，因此未舉行冠軍賽，由例行賽第一名球隊直接獲得冠軍，之後的賽季也未舉行冠軍賽，由例行賽第一名直接獲得總冠軍

## 外部連結
- 關西獨立聯盟官方網站 （页面存档备份，存于）（日語）
- 關西獨立聯盟在台灣棒球維基館上的頁面（繁體中文）